# Saturn INT-21
Il Saturn INT-21 sarebbe stato un razzo lanciatore americano a due stadi derivato dal Saturn V, con il quale è comunemente confuso. La differenza sostanziale è che l'instrument unit (che sovrintendeva alla rotta del razzo) era piazzata in cima al secondo stadio del missile, anziché al terzo (il S-IVB) che completava il Saturn V "classico", per permettere di inserire in orbita un payload indipendentemente dalla presenza del terzo stadio. Sostanzialmente, il missile Saturn INT-21 non ha mai volato, ma un missile molto simile è stato comunque lanciato: esso portava la stazione spaziale Skylab. Effettuò soltanto un volo, il 14 maggio 1973, per portare appunto in orbita la stazione spaziale Skylab. L'instrument unit però era montata sullo Skylab anziché sul secondo stadio: di fatto, era un normale Saturn V con il terzo stadio non propulsivo ma trasformato in laboratorio spaziale.  L'intenzione era quella di utilizzarlo anche per alcuni voli del Programma Apollo, nonché per il lancio di altre stazioni spaziali americane come lo Skylab-B, il S-IVB Dry Workshop, e il S-II Wet Workshop.